# 헤더 헤멘스
헤더 헤멘스(Heather Hemmens, 1988년 7월 1일 ~ )는 미국의 배우, 영화 감독, 영화 제작자이다.

## 텔레비전
- CSI: 뉴욕
- CSI: 마이애미
- 위드아웃 어 트레이스
- 헬캣츠
- 브록 유리크
- 그레이 아나토미
- 뱀파이어 다이어리
- 로스웰, 뉴 멕시코